# 塞奇 (阿肯色州)
塞奇（英語：Sage）是位於美國阿肯色州伊澤德縣的一個非建制地區。該地的面積和人口皆未知。

## 地理
塞奇的座標為36°02′45″N 91°48′59″W / 36.04583°N 91.81639°W，而該地的平均海拔高度為207米（即679英尺）。